# Danh sách nhà thờ ở Châu Nam Cực

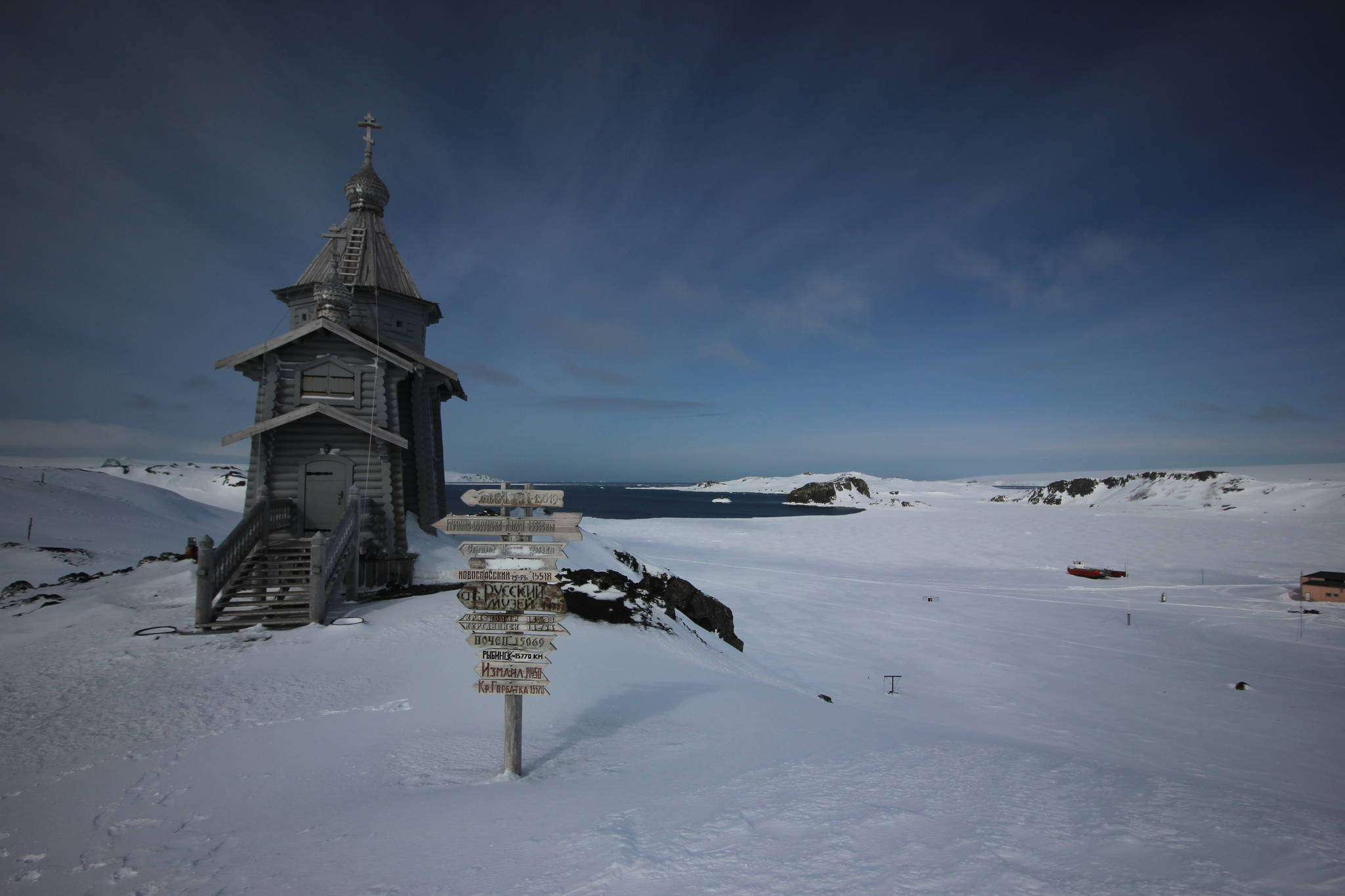
Nhà thờ Trinity trên đảo King George.

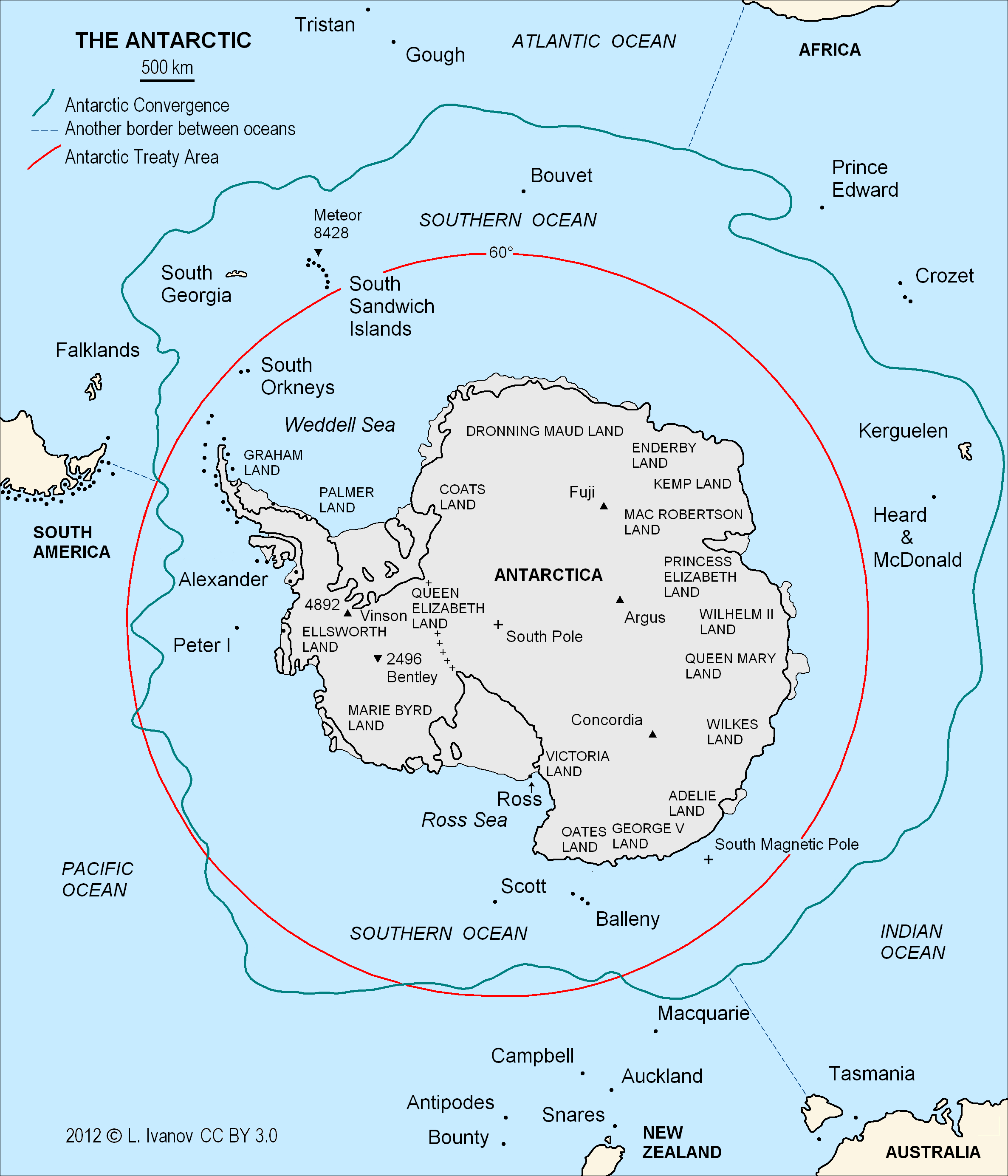
Bản đồ Nam Cực.

Có tồn tại một số nhà thờ ở Nam Cực, bao gồm cả các nhà thờ Thiên chúa giáo ở nội thổ Nam Cực và những nhà thờ được xây dựng ở phía nam của vùng hội tụ Nam Cực. Theo điều khoản thứ sáu của Hiệp ước Nam Cực, Nam Cực được định nghĩa chính trị là tất cả các thềm đất và băng ở phía nam vĩ tuyến 60, trong đó ranh giới tự nhiên gần nhất là Vùng hội tụ Nam Cực.
Có tất cả tám nhà thờ ở vùng nội thổ Nam Cực, với hai nhà thờ khác nằm ở phía nam của vùng hội tụ Nam Cực. Tòa nhà tôn giáo ở cực nam là Nhà nguyện Đức Mẹ Snows, một nhà nguyện Công giáo được chạm khắc trên băng bao quanh Căn cứ Belgrano II, tại Bertrab Nunatak. Mặc dù hiện tại chỉ có một vài nhà thờ độc lập chỉ dành riêng cho Thiên Chúa giáo, hầu hết các trạm nghiên cứu đều có phòng họp nhỏ được sử dụng một phần phục vụ tôn giáo. Những phòng này thường được sử dụng bởi các tín đồ của các tôn giáo. Nhà nguyện Đức Mẹ Snows cũng tổ chức các dịch vụ cho các nhóm tín ngưỡng khác như Thánh hữu Ngày sau, Bahá'í giáo và Phật giáo. Những công trình tôn giáo này phục vụ toàn bộ dân số ở Nam Cực, dao động từ khoảng 4.400 vào mùa hè đến 1.100 vào mùa đông. Dân số này trải rộng trên khoảng 40 trạm quanh năm và một loạt các trạm, trại và trại tạm.

## Danh sách nhà thờ
Danh sách này liệt kê các nhà thờ và các tòa nhà tôn giáo khác được xây dựng ở phía nam vĩ tuyến 60.
| Tên                                       | Nhóm                               | Vị trí                                    | Khánh thành                       | Ảnh | Chú thích |
| ----------------------------------------- | ---------------------------------- | ----------------------------------------- | --------------------------------- | --- | --------- |
| Nhà nguyện Đức Mẹ Snows                   | Giáo hội Công giáo Rôma            | Belgrano II Base, Bertrab Nunatak         | sau 1979                          | – | [ 7 ]     |
| Nhà nguyện Thánh Phanxicô Assisi          | Giáo hội Công giáo Rôma            | Esperanza Base, Vịnh Hy Vọng              | 1976                              | – | [ 8 ]     |
| Nhà nguyện của Nữ hoàng Hòa bình St. Mary | Giáo hội Công giáo Rôma            | Villa Las Estrellas, Đảo King George      | ?                                 | A white building with a black roof, a small porch, and a double height central tower topped with a white cross | [ 8 ]     |
| Nhà nguyện của Đức Trinh Nữ Lujan         | Giáo hội Công giáo Rôma            | Marambio Base, Đảo Marambio               | 1996                              | – | [ 9 ]     |
| Nhà nguyện Đức Mẹ Snows                   | Phong trào Cơ Đốc giáo phi hệ phái | McMurdo Station, Đảo Ross                 | 1956 Bị phá hủy 1978 Xây lại 1989 | A low slung white and blue clapboard building with a single central steeple.                                   | [ 10 ]    |
| St. Ivan Rilski Chapel                    | Chính thống giáo Đông phương       | St. Kliment Ohridski Base, Đảo Livingston | 2003 Xây lại 2011                 | A small red Quonset Hut sittign on a concrete and metal pilings and topped with a cross sits among grey rocks. | [ 11 ]    |
| St. Volodymyr Chapel                      | Chính thống giáo Ukrainia          | Vernadsky Research Base, Đảo Galindez     | 2010–2011                         | – | [ 1 ]     |
| Nhà thờ Trinity                           | Giáo hội Chính thống giáo Nga      | Đảo King George                           | 2004                              | A small but detailed wooden structure built with a front staircase and topped with two onion domes.            | [ 12 ]    |

## Các nhà thờ trên vùng hội tụ
Danh sách này liệt kê các nhà thờ và các tòa nhà tôn giáo khác được xây dựng ở phía nam của vùng hội tụ Nam Cực, phía bắc vĩ tuyến 60.
| Tên                                | Nhóm                    | Vị trí                           | Khánh thành    | Ảnh                                                                                  | Chú thích |
| ---------------------------------- | ----------------------- | -------------------------------- | -------------- | ------------------------------------------------------------------------------------ | --------- |
| Nhà thờ Lutheran Na Uy (Grytviken) | Giáo hội Na Uy          | Grytviken, Nam Georgia           | 1913           | A white wooden church nestled within snow-covered mountains.                         | [ 13 ]    |
| Notre-Dame des Vents               | Giáo hội Công giáo Rôma | Port-aux-Français, Đảo Kerguelen | thập niên 1950 | A white concrete church with a skeletal bell tower and thickly leaded stained glass. | [ 8 ]     |